# Campionato svizzero di football americano
Il campionato svizzero di football americano è una competizione che riunisce l'élite dei club svizzeri di football americano dal 1986. L'organizzatore del campionato e delle squadre nazionali è la Federazione Svizzera di Football Americano (SAFV).
Questa competizione si disputa con una stagione regolare con girone all'italiana, seguita dai play-off con una finale soprannominata Swiss Bowl.

## Formato
Il campionato attuale è diviso in tre categorie: la Lega Nazionale A (LNA/NLA), la Lega B e la Lega C. Le prime 4 squadre classificate nella LNA si affrontano nello Swiss Bowl, mentre la sesta è relegata in Lega B a favore della prima classificata di questo stesso torneo. La Lega C, esistita tra il 1993 e il 1999, dopo oltre un decennio è tornata a far parte dei campionati nel 2011.
Il gioco si svolge con le regole della SAFV che si basano sul regolamento della NCAA.

## Stagione 2021

### Lega Nazionale
| NLA (Nationalliga A) - Bern Grizzlies - Calanda Broncos - Geneva Seahawks - Gladiators Beider Basel - Zürich Renegades - Winterthur Warriors |  | Lega B Girone Est - Argovia Pirates - Lugano Rebels - Luzern Lions - Sankt Gallen Bears Girone Est - Bienna Jets - Fribourg Cardinals - Geneve Whoppers - Thun Tigers |  | Lega C - Langenthal Invaders - Midland Bouncers - Schaffhausen Sharks - Solothurn Ducks - Zürich State Spartans - Lausanne LUCAF Owls - Morges Bandits - Neuchâtel Knights - Riviera Saints - Monthey Rhinos - Emmen Dragons - Glarus Orks |

### Società inattive
- La Côte Centurions
- Lumberjacks Chur
- SFU Phénix
- Yverdon Ducs

### Società scomparse
- Aarau Raptors
- Basel Meanmachine
- Biasca Black Panthers
- Brig Falcons (2006)
- Bülach Giants
- Grenchen Cowboys
- Lugano Bankers
- Lugano Lakers
- Lugano Seagulls
- Mendrisio Smugglers
- Muralto Unicorns
- Olten River Rats
- Schaffhausen Rams
- Zug Dolphins (1986-2005)
- Zürich Bay Bandits
- Zürich Falcons

### Società svizzere che hanno preso parte a campionati stranieri
- Lugano Lakers
- Lugano Seagulls

### Società straniere che hanno preso parte al campionato svizzero
- Cineplexx Blue Devils
- Feldkirch Oscar Dinos
- Freiburg Sacristans

## Finali

### Lega Nazionale A
| Data                | Swiss Bowl                                                              | Vincitore                                                               | Punteggio                                                               | Finalista                                                               |
| ------------------- | ----------------------------------------------------------------------- | ----------------------------------------------------------------------- | ----------------------------------------------------------------------- | ----------------------------------------------------------------------- |
| 1986 (29 giugno)    | Swiss Bowl I                                                            | Lugano Seagulls                                                         | 9-6                                                                     | Zürich Renegades                                                        |
| 1987 (12 luglio)    | Swiss Bowl II                                                           | Zürich Renegades                                                        | 8-0                                                                     | Lugano Seagulls                                                         |
| 1988 (31 ottobre)   | Swiss Bowl III                                                          | Zürich Renegades                                                        | 14-6                                                                    | Bienna Jets                                                             |
| 1989 (10 settembre) | Swiss Bowl IV                                                           | Bern Grizzlies                                                          | 35-22                                                                   | Basilisk Meanmachine                                                    |
| 1990 (2 settembre)  | Swiss Bowl V                                                            | Sankt Gallen Raiders                                                    | 36-0                                                                    | Bülach Giants                                                           |
| 1991 (29 settembre) | Swiss Bowl VI                                                           | Geneva Seahawks                                                         | 20-13                                                                   | Sankt Gallen Raiders                                                    |
| 1992 (4 luglio)     | Swiss Bowl VII                                                          | Sankt Gallen Raiders                                                    | 23-10                                                                   | Basilisk Meanmachine                                                    |
| 1993 (10 ottobre)   | Swiss Bowl VIII                                                         | Basilisk Meanmachine                                                    | 36-2                                                                    | Zürich Falcons                                                          |
| 1994 (1º ottobre)   | Swiss Bowl IX                                                           | Basilisk Meanmachine                                                    | 29-6                                                                    | Geneva Seahawks                                                         |
| 1995 (23 settembre) | Swiss Bowl X                                                            | Bern Grizzlies                                                          | 29-21                                                                   | Geneva Seahawks                                                         |
| 1996 (13 luglio)    | Swiss Bowl XI                                                           | Bern Grizzlies                                                          | 21-12                                                                   | Geneva Seahawks                                                         |
| 1997 (12 luglio)    | Swiss Bowl XII                                                          | Seaside Vipers                                                          | 31-21                                                                   | Bern Grizzlies                                                          |
| 1998 (13 settembre) | Swiss Bowl XIII                                                         | Seaside Vipers                                                          | 14-13                                                                   | Landquart Broncos                                                       |
| 1999 (4 luglio)     | Swiss Bowl XIV                                                          | Seaside Vipers                                                          | 16-7                                                                    | Landquart Broncos                                                       |
| 2000 (24 settembre) | Swiss Bowl XV                                                           | Seaside Vipers                                                          | 16-9                                                                    | Zürich Renegades                                                        |
| 2001 (22 settembre) | Swiss Bowl XVI                                                          | Zürich Renegades                                                        | 27-14                                                                   | Gladiators Beider Basel                                                 |
| 2002 (6 ottobre)    | Swiss Bowl XVII                                                         | Zürich Renegades                                                        | 50-12                                                                   | Seaside Vipers                                                          |
| 2003 (28 settembre) | Swiss Bowl XVIII                                                        | Landquart Broncos                                                       | 24-22                                                                   | Gladiators Beider Basel                                                 |
| 2004 (26 settembre) | Swiss Bowl XIX                                                          | Zürich Renegades                                                        | 54-13                                                                   | Winterthur Warriors                                                     |
| 2005 (16 luglio)    | Swiss Bowl XX                                                           | Zürich Renegades                                                        | 37-14                                                                   | Winterthur Warriors                                                     |
| 2006 (15 luglio)    | Swiss Bowl XXI                                                          | Winterthur Warriors                                                     | 21-13                                                                   | Zürich Renegades                                                        |
| 2007 (14 luglio)    | Swiss Bowl XXII                                                         | Bern Grizzlies                                                          | 24-17                                                                   | Winterthur Warriors                                                     |
| 2008 (5 luglio)     | Swiss Bowl XXIII                                                        | Zürich Renegades                                                        | 52-27                                                                   | Landquart Broncos                                                       |
| 2009 (25 luglio)    | Swiss Bowl XXIV                                                         | Calanda Broncos                                                         | 24-17                                                                   | Zürich Renegades                                                        |
| 2010 (24 luglio)    | Swiss Bowl XXV                                                          | Calanda Broncos                                                         | 49-7                                                                    | Gladiators Beider Basel                                                 |
| 2011 (16 luglio)    | Swiss Bowl XXVI                                                         | Calanda Broncos                                                         | 65-33                                                                   | Gladiators Beider Basel                                                 |
| 2012 (7 luglio)     | Swiss Bowl XXVII                                                        | Calanda Broncos                                                         | 56-14                                                                   | Gladiators Beider Basel                                                 |
| 2013 (14 luglio)    | Swiss Bowl XXVIII                                                       | Calanda Broncos                                                         | 46-41                                                                   | Gladiators Beider Basel                                                 |
| 2014 (12 luglio)    | Swiss Bowl XXIX                                                         | Gladiators Beider Basel                                                 | 47-35                                                                   | Calanda Broncos                                                         |
| 2015 (11 luglio)    | Swiss Bowl XXX                                                          | Calanda Broncos                                                         | 49-21                                                                   | Bern Grizzlies                                                          |
| 2016 (9 luglio)     | Swiss Bowl XXXI                                                         | Bern Grizzlies                                                          | 42-35                                                                   | Calanda Broncos                                                         |
| 2017 (8 luglio)     | Swiss Bowl XXXII                                                        | Calanda Broncos                                                         | 42-6                                                                    | Gladiators Beider Basel                                                 |
| 2018 (7 luglio)     | Swiss Bowl XXXIII                                                       | Calanda Broncos                                                         | 44-12                                                                   | Geneva Seahawks                                                         |
| 2019 (13 luglio)    | Swiss Bowl XXXIV                                                        | Calanda Broncos                                                         | 31-0                                                                    | Geneva Seahawks                                                         |
| 2020                | Stagione non disputata a causa della pandemia di COVID-19 del 2019-2021 | Stagione non disputata a causa della pandemia di COVID-19 del 2019-2021 | Stagione non disputata a causa della pandemia di COVID-19 del 2019-2021 | Stagione non disputata a causa della pandemia di COVID-19 del 2019-2021 |
| 2021 (2 ottobre)    | Swiss Bowl XXXV                                                         | Calanda Broncos                                                         | 21-12                                                                   | Bern Grizzlies                                                          |
| 2022 (16 luglio)    | Swiss Bowl XXXVI                                                        | Bern Grizzlies                                                          | 26-22                                                                   | Calanda Broncos                                                         |
| 2023 (15 luglio)    | Swiss Bowl XXXVII                                                       | Calanda Broncos                                                         | 53-21                                                                   | Thun Tigers                                                             |
| 2024 (13 luglio)    | Swiss Bowl XXXVIII                                                      | Calanda Broncos                                                         | 35-14                                                                   | Zürich Renegades                                                        |

### Lega B
| Data                | Finale                                                                  | Vincitore                                                               | Punteggio                                                               | Finalista                                                               |
| ------------------- | ----------------------------------------------------------------------- | ----------------------------------------------------------------------- | ----------------------------------------------------------------------- | ----------------------------------------------------------------------- |
| 1988                |                                                                         | Mendrisio Smugglers                                                     | Vincitori del girone                                                    |                                                                         |
| 1989 (27 agosto)    | Finale Lega B I                                                         | Bülach Giants                                                           | 14-6                                                                    | Zürich Bay Bandits                                                      |
| 1990                |                                                                         | Lausanne Sharks                                                         | Vincitori del girone                                                    |                                                                         |
| 1991 (22 settembre) | Finale Lega B II                                                        | Mendrisio Smugglers                                                     | 45-0                                                                    | Lausanne Sharks                                                         |
| 1992                |                                                                         | Winterthur Warriors/ Bienna Jets                                        | Vincitori del girone                                                    |                                                                         |
| 1993                |                                                                         | Berner Grizzlies                                                        | Vincitori del girone                                                    |                                                                         |
| 1994                |                                                                         | Gland Scorpions                                                         | Vincitori del girone                                                    |                                                                         |
| 1995                |                                                                         | Landquart Broncos/ Gladiators Pratteln                                  | Vincitori dei gironi                                                    |                                                                         |
| 1996 (30 giugno)    | Finale Lega B III                                                       | Gladiators Pratteln                                                     | 22-14                                                                   | Bienna Jets                                                             |
| 1997 (29 giugno)    | Finale Lega B IV                                                        | Bienna Jets                                                             | 31-21                                                                   | Lausanne Sharks                                                         |
| 1998                |                                                                         | Gladiators Pratteln                                                     | Vincitori del girone                                                    |                                                                         |
| 1999 (12 settembre) | Finale Lega B V                                                         | Geneva Seahawks                                                         | 17-16                                                                   | Bern Grizzlies                                                          |
| 2000 (16 settembre) | Finale Lega B VI                                                        | Gladiators Pratteln                                                     | 44-21                                                                   | Landquart Broncos                                                       |
| 2005 (9 luglio)     | Finale Lega B VII                                                       | Bienna Jets                                                             | 34-13                                                                   | Thun Tigers                                                             |
| 2006 (9 luglio)     | Finale Lega B VIII                                                      | Thun Tigers                                                             | 41-20                                                                   | Landquart Broncos                                                       |
| 2007 (8 luglio)     | Finale Lega B IX                                                        | Landquart Broncos                                                       | 7-6                                                                     | Geneva Seahawks                                                         |
| 2008 (5 luglio)     | Finale Lega B X                                                         | Geneva Seahawks                                                         | 21-20                                                                   | Bienna Jets                                                             |
| 2009 (18 luglio)    | Finale Lega B XI                                                        | Gladiators Beider Basel                                                 | 42-14                                                                   | Bienna Jets                                                             |
| 2010 (26 giugno)    | Finale Lega B XII                                                       | Basel Meanmachine                                                       | 34-22                                                                   | Bienna Jets                                                             |
| 2011                |                                                                         | Bienna Jets                                                             | Vincitori del girone                                                    |                                                                         |
| 2012 (30 giugno)    | Finale Lega B XIII                                                      | Basel Meanmachine                                                       | 13-6                                                                    | Lausanne LUCAF Owls                                                     |
| 2013                |                                                                         | Geneva Seahawks                                                         | Vincitori del girone                                                    |                                                                         |
| 2014                |                                                                         | Luzern Lions                                                            | Vincitori del girone                                                    |                                                                         |
| 2015                |                                                                         | Lausanne LUCAF Owls                                                     | Vincitori del girone                                                    |                                                                         |
| 2016                | Finale Lega B XIV                                                       | Geneva Seahawks                                                         | 21-12                                                                   | Luzern Lions                                                            |
| 2017                | Finale Lega B XV                                                        | Luzern Lions                                                            | 43-12                                                                   | Argovia Pirates                                                         |
| 2018                |                                                                         | Zürich Renegades                                                        | Vincitori del girone                                                    |                                                                         |
| 2019                |                                                                         | Zürich Renegades                                                        | Vincitori del girone                                                    |                                                                         |
| 2020                | Stagione non disputata a causa della pandemia di COVID-19 del 2019-2021 | Stagione non disputata a causa della pandemia di COVID-19 del 2019-2021 | Stagione non disputata a causa della pandemia di COVID-19 del 2019-2021 | Stagione non disputata a causa della pandemia di COVID-19 del 2019-2021 |
| 2021 (23 ottobre)   | Finale Lega B XVI                                                       | Thun Tigers                                                             | 20-14                                                                   | Bienna Jets                                                             |
| 2022 (10 luglio)    | Finale Lega B XVII                                                      | Sankt Gallen Bears                                                      | 10-6                                                                    | Luzern Lions                                                            |
| 2023 (8 luglio)     | Finale Lega B XVIII                                                     | Sankt Gallen Bears                                                      | 38-23                                                                   | Argovia Pirates                                                         |
| 2024 (6 luglio)     | Finale Lega B XIX                                                       | Langenthal Invaders                                                     | 16-9                                                                    | Lausanne LUCAF Owls                                                     |

### Lega C
| Data              | Finale                                                                  | Vincitore                                                               | Punteggio                                                               | Finalista                                                               |
| ----------------- | ----------------------------------------------------------------------- | ----------------------------------------------------------------------- | ----------------------------------------------------------------------- | ----------------------------------------------------------------------- |
| 1993              |                                                                         | Turgovia Lions                                                          | Vincitori del girone                                                    |                                                                         |
| 1996              |                                                                         | Monthey Rhinos                                                          | Vincitori del girone                                                    |                                                                         |
| 1997              |                                                                         | Monthey Rhinos/ La Côte Scorpions                                       | Vincitori del girone                                                    |                                                                         |
| 1998              |                                                                         | Wolfpack Riviéra                                                        | Vincitori del girone                                                    |                                                                         |
| 1999              |                                                                         | Olten River Rats                                                        | Vincitori del girone                                                    |                                                                         |
| 2011 (3 luglio)   | Challenge Bowl I                                                        | Geneva Seahawks                                                         | 52-6                                                                    | Neuchâtel Knights                                                       |
| 2012 (30 giugno)  | Finale Lega C II                                                        | Calanda Broncos II                                                      | Incontro annullato                                                      | Neuchâtel Knights                                                       |
| 2013              |                                                                         | Lugano Lakers                                                           | Vincitori del girone                                                    |                                                                         |
| 2014              |                                                                         | Midland Bouncers                                                        | Vincitori del girone                                                    |                                                                         |
| 2015 (4 luglio)   | Finale Lega C III                                                       | Fribourg Cardinals                                                      | 17-14                                                                   | La Côte Centurions                                                      |
| 2016              | Finale Lega C IV                                                        | Argovia Pirates                                                         | 9-8                                                                     | Lugano Rebels                                                           |
| 2017 (4 luglio)   | Finale Lega C V                                                         | Sankt Gallen Bears                                                      | 30-19                                                                   | Geneva Whoppers                                                         |
| 2018 (23 giugno)  | Finale Lega C VI                                                        | Geneva Whoppers                                                         | 7-0                                                                     | Lugano Rebels                                                           |
| 2019 (3 agosto)   | Finale Lega C VII                                                       | Lugano Rebels                                                           | 50-0 d.g.s.                                                             | Lausanne LUCAF Owls                                                     |
| 2020              | Stagione non disputata a causa della pandemia di COVID-19 del 2019-2021 | Stagione non disputata a causa della pandemia di COVID-19 del 2019-2021 | Stagione non disputata a causa della pandemia di COVID-19 del 2019-2021 | Stagione non disputata a causa della pandemia di COVID-19 del 2019-2021 |
| 2021 (23 ottobre) | Finale Lega C VIII                                                      | Lausanne LUCAF Owls                                                     | 25-13                                                                   | Schaffhausen Sharks                                                     |
| 2022 (3 agosto)   | Finale Lega C IX                                                        | Langenthal Invaders                                                     | 28-7                                                                    | Lugano Rebels                                                           |
| 2023 (8 luglio)   | Finale Lega C X                                                         | Lausanne LUCAF Owls                                                     | 39-7                                                                    | Geneva Whoppers                                                         |
| 2024 (6 luglio)   | Finale Lega C XI                                                        | Geneva Whoppers                                                         | 15-10                                                                   | Glarus Orks                                                             |

### Under-19
| Data                             | Swiss Bowl          | Vincitore               | Punteggio | Finalista               |
| -------------------------------- | ------------------- | ----------------------- | --------- | ----------------------- |
| 1992 (31 ottobre)                | Junior Bowl I       | Zürich Renegades        | 6-0 o.t.  | Berner Grizzlies        |
| 1993 (10 ottobre)                | Junior Bowl II      | Zürich Renegades        | 12-6      | Sankt Gallen Raiders    |
| 1994 (1º ottobre)                | Junior Bowl III     | Sankt Gallen Raiders    | 36-20     | Zürich Falcons          |
| 1995 (23 settembre)              | Junior Bowl IV      | Sankt Gallen Raiders    | 14-0      | Basilisk Meanmachine    |
| 1996 (12 luglio)                 | Junior Bowl V       | Seaside Merlins         | 42-12     | Zürich Renegades        |
| 1997 (12 luglio)                 | Junior Bowl VI      | Zürich Renegades        | 20-6      | Seaside Merlins         |
| 1998 (13 settembre)              | Junior Bowl VII     | Zürich Renegades        | 36-0      | Bern Grizzlies          |
| 1999 (4 luglio)                  | Junior Bowl VIII    | Bern Grizzlies          | 48-8      | Seaside Merlins         |
| 2000 (24 settembre)              | Junior Bowl IX      | Zürich Renegades        | 28-22     | Gladiators Pratteln     |
| 2001 (22 settembre)              | Junior Bowl X       | Gladiators Beider Basel | 50-0      | Landquart Broncos       |
| 2002 (6 ottobre)                 | Junior Bowl XI      | Gladiators Beider Basel | 22-14     | Geneva Seahawks         |
| 2003 (28 settembre)              | Junior Bowl XII     | Gladiators Beider Basel | 23-8      | Bern Grizzlies          |
| 2004 (26 settembre)              | Junior Bowl XIII    | Winterthur Warriors     | 20-14     | Bienna Jets             |
| 2005 (16 luglio)                 | Junior Bowl XIV     | Geneva Seahawks         | 33-20     | Winterthur Warriors     |
| 2006 (15 luglio)                 | Junior Bowl XV      | Geneva Seahawks         | 34-20     | Gladiators Beider Basel |
| 2007 (14 luglio)                 | Junior Bowl XVI     | Gladiators Beider Basel | 22-7      | Zürich Renegades        |
| 2008 (19 ottobre)                | Junior Bowl XVII    | Gladiators Beider Basel | 48-36     | Zürich Renegades        |
| 2009 (25 luglio)                 | Junior Bowl XVIII   | Zürich Renegades        | 16-7      | Calanda Broncos         |
| 2010 (24 luglio)                 | Junior Bowl XIX     | Calanda Broncos         | 19-14     | Zürich Renegades        |
| 2011 (16 luglio)                 | Junior Bowl XX      | Zürich Renegades        | 36-28     | Gladiators Beider Basel |
| 2012 (7 luglio)                  | Junior Bowl XXI     | Zürich Renegades        | 37-26     | Gladiators Beider Basel |
| 2013 (A: 14 luglio; B: 6 luglio) | Junior Bowl A XXII  | Calanda Broncos         | 28-10     | Zürich Renegades        |
| 2013 (A: 14 luglio; B: 6 luglio) | Junior Bowl B I     | Luzern Lions            | 26-12     | Thun Tigers             |
| 2014 (A: 12 luglio; B: 6 luglio) | Junior Bowl A XXIII | Bern Grizzlies          | 31-20     | Zürich Renegades        |
| 2014 (A: 12 luglio; B: 6 luglio) | Junior Bowl B II    | Thun Tigers             | 20-14     | Luzern Lions            |
| 2015 (A: 4 luglio; B: 11 luglio) | Junior Bowl A XXIV  | Calanda Broncos         | 33-14     | Winterthur Warriors     |
| 2015 (A: 4 luglio; B: 11 luglio) | Junior Bowl B III   | Geneva Seahawks         | 28-6      | Thun Tigers             |
| 2016 (A: 9 luglio; B: 3 luglio)  | Junior Bowl A XXV   | Gladiators Beider Basel | 42-7      | Zürich Renegades        |
| 2016 (A: 9 luglio; B: 3 luglio)  | Junior Bowl B IV    | Luzern Lions            | 27-10     | Thun Tigers             |
| 2017 (A: 9 luglio; B: 8 luglio)  | Junior Bowl A XXVI  | Bern Grizzlies          | 17-0      | Winterthur Warriors     |
| 2017 (A: 9 luglio; B: 8 luglio)  | Junior Bowl B V     | Thun Tigers             | 24-21     | Luzern Lions            |

### Under-16
| Data               | Swiss Bowl           | Vincitore               | Punteggio | Finalista               |
| ------------------ | -------------------- | ----------------------- | --------- | ----------------------- |
| 2009               | Finale Under-16 I    | Zürich Renegades        |           |                         |
| 2010               | Finale Under-16 II   | Zürich Renegades        |           |                         |
| 2011 (16 ottobre)  | Finale Under-16 III  | Calanda Broncos         | 26-16     | Cineplexx Blue Devils   |
| 2012 (28 ottobre)  | Finale Under-16 IV   | Calanda Broncos         | 35-0      | Zürich Renegades        |
| 2013 (20 ottobre)  | Finale Under-16 V    | Winterthur Warriors     | 18-7      | Basel Meanmachine       |
| 2014 (1º novembre) | Finale Under-16 VI   | Winterthur Warriors     | 22-3      | Gladiators Beider Basel |
| 2015 (18 ottobre)  | Finale Under-16 VII  | Luzern Lions            | 52-32     | Gladiators Beider Basel |
| 2016               | Finale Under-16 VIII | Winterthur Warriors     | 14-6      | Bern Grizzlies          |
| 2017 (28 ottobre)  | Finale Under-16 IX   | Gladiators Beider Basel | 9-8       | Winterthur Warriors     |

## Squadre per numero di campionati vinti
Le tabelle seguenti mostrano le squadre ordinate per numero di campionati vinti nelle diverse leghe.

### Lega Nazionale A
|    | Squadra                 | Anni                                                                         |
| -- | ----------------------- | ---------------------------------------------------------------------------- |
| 13 | Calanda Broncos         | 2003, 2009, 2010, 2011, 2012, 2013, 2015, 2017, 2018, 2019, 2021, 2023, 2024 |
| 7  | Zürich Renegades        | 1987, 1988, 2001, 2002, 2004, 2005, 2008                                     |
| 6  | Bern Grizzlies          | 1989, 1995, 1996, 2007, 2016, 2022                                           |
| 6  | Seaside Vipers          | 1990, 1992, 1997, 1998, 1999, 2000                                           |
| 2  | Basel Meanmachine       | 1993, 1994                                                                   |
| 1  | Gladiators Beider Basel | 2014                                                                         |
| 1  | Winterthur Warriors     | 2006                                                                         |
| 1  | Geneva Seahawks         | 1991                                                                         |
| 1  | Lugano Seagulls         | 1986                                                                         |

### Lega B
|   | Squadra                 | Anni                         |
| - | ----------------------- | ---------------------------- |
| 5 | Gladiators Beider Basel | 1995, 1996, 1998, 2000, 2009 |
| 4 | Geneva Seahawks         | 1999, 2008, 2013, 2016       |
| 4 | Bienna Jets             | 1992, 1997, 2005, 2011       |
| 2 | Sankt Gallen Bears      | 2022, 2023                   |
| 2 | Thun Tigers             | 2006, 2021                   |
| 2 | Zürich Renegades        | 2018, 2019                   |
| 2 | Luzern Lions            | 2014, 2017                   |
| 2 | Lausanne LUCAF Owls     | 1990, 2015                   |
| 2 | Basel Meanmachine       | 2010, 2012                   |
| 2 | Calanda Broncos         | 1995, 2007                   |
| 2 | Mendrisio Smugglers     | 1989, 1991                   |
| 1 | Langenthal Invaders     | 2024                         |
| 1 | Gland Scorpions         | 1994                         |
| 1 | Berner Grizzlies        | 1993                         |
| 1 | Winterthur Warriors     | 1992                         |
| 1 | Bülach Giants           | 1990                         |

### Lega C
|   | Squadra             | Anni       |
| - | ------------------- | ---------- |
| 2 | Geneva Whoppers     | 2018, 2024 |
| 2 | Lausanne LUCAF Owls | 2021, 2023 |
| 2 | Monthey Rhinos      | 1996, 1997 |
| 1 | Langenthal Invaders | 2022       |
| 1 | Lugano Rebels       | 2019       |
| 1 | Sankt Gallen Bears  | 2017       |
| 1 | Argovia Pirates     | 2016       |
| 1 | Fribourg Cardinals  | 2015       |
| 1 | Midland Bouncers    | 2014       |
| 1 | Lugano Lakers       | 2013       |
| 1 | Calanda Broncos     | 2012       |
| 1 | Geneva Seahawks     | 2011       |
| 1 | Olten River Rats    | 1999       |
| 1 | Wolfpack Riviéra    | 1998       |
| 1 | La Côte Scorpions   | 1997       |
| 1 | Turgovia Lions      | 1993       |

### Junior Bowl/Junior Bowl A
|   | Squadra                 | Anni                                           |
| - | ----------------------- | ---------------------------------------------- |
| 8 | Zürich Renegades        | 1992, 1993, 1997, 1998, 2000, 2009, 2011, 2012 |
| 6 | Gladiators Beider Basel | 2001, 2002, 2003, 2007, 2008, 2016             |
| 3 | Bern Grizzlies          | 1999, 2014, 2017                               |
| 3 | Calanda Broncos         | 2010, 2013, 2015                               |
| 3 | Sankt Gallen Raiders    | 1994, 1995, 1996                               |
| 2 | Geneva Seahawks         | 2005, 2006                                     |
| 1 | Winterthur Warriors     | 2004                                           |

### Junior Bowl B
|   | Squadra         | Anni       |
| - | --------------- | ---------- |
| 2 | Thun Tigers     | 2014, 2017 |
| 2 | Luzern Lions    | 2013, 2016 |
| 1 | Geneva Seahawks | 2015       |

### Finale Under-16
|   | Squadra                 | Anni             |
| - | ----------------------- | ---------------- |
| 3 | Winterthur Warriors     | 2013, 2014, 2016 |
| 2 | Calanda Broncos         | 2011, 2012       |
| 2 | Zürich Renegades        | 2009, 2010       |
| 1 | Gladiators Beider Basel | 2017             |
| 1 | Luzern Lions            | 2015             |